# منتخب جمهورية الدومينيكان لهوكي الحقل للسيدات
منتخب جمهورية الدومينيكان لهوكي الحقل للسيدات (بالإسبانية: Selección femenina de hockey sobre césped de la República Dominicana)‏ هو ممثل جمهورية الدومينيكان الرسمي في المنافسات الدولية في هوكي الحقل للسيدات
.